# T'en va pas
T'en va pas ("No te vayas", versión en inglés Don't Go Away) es una melodía de 1986 grabada por la cantante francesa Elsa Lunghini. 
Distribuida como sencillo el 12 de octubre de 1986, esta canción fue la banda sonora de la película La femme de ma vie. 
Tuvo un éxito grandioso en Francia, donde T'en va pas ha sido el 133.er sencillo mejor vendido de todos los tiempos. Worldwide, about 1,3 million singles were sold. También se exportó a toda Europa con una versión inglesa, Papa, Please Don't Go. También es muy conocida en Japón, donde la utilizaron en una propaganda de jeans, y Tite Kubo la utilizó para el personaje de Orihime Inoue de Bleach. En 2008, la canción apareció en anuncios televisivos del desodorante Impulse. La canción está disponible también como parte del álbum Elsa, l'essentiel 1986-1993.

## Trasfondo
En la película, Elsa representa a la hija de Jane Birkin y toca el piano en una breve escena. Finalmente, Romano Musumarra compuso una canción completa y decidió publicarla como sencillo. Musumarra ya ha producido y colaborado en éxitos para estrellas francesas de la década de 1980 como Jeanne Mas (En rouge et noir) y la princesa Estefanía de Mónaco (Ouragan).
El vídeo musical muestra imágenes de la película, alternadas con Elsa cantando la canción.
Elsa fue la cantante francesa más joven en alcanzar el primer puesto entre los Top 50, y por consiguiente apareció en el Libro Guinness de los Records, tenía apenas 13 años. Su récord fue batido en 1993 por Jordy.
A principios del milenio, la canción fue entonada por Priscilla para el programa televisivo Absolutement '80 de M6.